# Andrew Ng
Andrew Yan-Tak Ng (Chinese; nascut el 1976) és un científic informàtic i empresari tecnològic nord-americà d'origen britànic que se centra en l'aprenentatge automàtic i la intel·ligència artificial (IA). Ng va ser cofundador i cap de Google Brain i va ser l'antic científic en cap de Baidu, construint el grup d'intel·ligència artificial de l'empresa en un equip de diversos milers de persones.
Ng és professor adjunt a la Universitat Stanford (abans professor associat i director del seu Stanford AI Lab o SAIL). Ng també ha fet contribucions substancials al camp de l'educació en línia com a cofundador tant de Coursera com de deeplearning.ai. Ha liderat molts esforços per "democratitzar l'aprenentatge profund" ensenyant a més de 2,5 milions d'estudiants a través dels seus cursos en línia. És un dels científics informàtics més famosos i influents del món, nomenat una de les 100 persones més influents de la revista Time el 2012 i la gent més creativa de Fast Company el 2014. El 2018, va llançar i actualment dirigeix el Fons d'IA, inicialment un fons d'inversió de 175 milions de dòlars per donar suport a les startups d'intel·ligència artificial. Ha fundat Landing AI, que proporciona productes SaaS basats en IA.
Ng va néixer al Regne Unit l'any 1976. Els seus pares Ronald P. Ng i Tisa Ho són tots dos immigrants de Hong Kong. Té almenys un germà. En créixer, va passar temps a Hong Kong i Singapur i més tard es va graduar a la Raffles Institution de Singapur el 1992.
Ng és professor als departaments d'informàtica i enginyeria elèctrica de la Universitat Stanford. Va exercir com a director del Laboratori d'Intel·ligència Artificial de Stanford (SAIL), on va ensenyar als estudiants i va dur a terme investigacions relacionades amb la mineria de dades, el big data i l'aprenentatge automàtic. El seu curs d'aprenentatge automàtic CS229 a Stanford és el curs més popular que s'ofereix al campus amb més de 1.000 estudiants inscrits alguns anys. A partir del 2020, tres dels cursos més populars de Coursera són de Ng: aprenentatge automàtic (número 1), IA per a tothom (número 5), xarxes neuronals i aprenentatge profund (número 6).
Del 2011 al 2012, va treballar a Google, on va fundar i dirigir el projecte Google Brain Deep Learning amb Jeff Dean, Greg Corrado i Rajat Monga.
Ng investiga principalment en aprenentatge automàtic, aprenentatge profund, percepció automàtica, visió per ordinador i processament del llenguatge natural; i és un dels científics informàtics més famosos i influents del món. Sovint ha guanyat premis al millor article en conferències acadèmiques i ha tingut un gran impacte en el camp de la IA, la visió per ordinador i la robòtica.